# (14822) 1984 SR5
1984 أس أر 5 (ويعرف أيضًا باسم (14822) 1984 أس أر 5 وفق تسمية الكوكب الصغير) (بالإنجليزية: 1984 SR5)‏ هو كويكب ضمن حزام الكويكبات؛ وترتيبه 14822 من حيث الاكتشاف.
اكتُشف هذا الجُرم الفلكي بواسطة هنري ديبهون في 21 سبتمبر 1984.

## وصلات خارجية
- (14822) 1984 SR5 في قاعدة بيانات مختبر الدفع النفاث لأجرام النظام الشمسي الصغيرة

- الاكتشاف · مخطط المدار ·  العناصر المدارية · المعلمات المادية

- (14822) 1984 SR5 على موقع ويكي سكاي: DSS2, SDSS, GALEX, IRAS, Hydrogen α, X-Ray, Astrophoto, Sky Map, Articles and images